# Wereldkampioenschappen schaatsen afstanden 2011 - 5000 meter mannen
De 5000 meter mannen op de wereldkampioenschappen schaatsen afstanden 2011 werd gehouden op vrijdag 11 maart 2011 in de Max Aicher Arena in Inzell, Duitsland.

## Statistieken

### Uitslag
| #      | Naam                | Land | Tijd    |
| ------ | ------------------- | ---- | ------- |
| Goud   | Bob de Jong         | NED  | 6.15,41 |
| Zilver | Lee Seung-hoon      | KOR  | 6.17,45 |
| Brons  | Ivan Skobrev        | RUS  | 6.17,47 |
| 4      | Alexis Contin       | FRA  | 6.18,85 |
| 5      | Håvard Bøkko        | NOR  | 6.21,16 |
| 6      | Jonathan Kuck       | USA  | 6.23,84 |
| 7      | Wouter Olde Heuvel  | NED  | 6.24,27 |
| 8      | Shane Dobbin        | NZL  | 6.25,85 |
| 9      | Dmitri Babenko      | KAZ  | 6.29,35 |
| 10     | Joshua Lose         | AUS  | 6.30,09 |
| 11     | Jan Szymański       | POL  | 6.30,15 |
| 12     | Patrick Beckert     | GER  | 6.30,52 |
| 13     | Brian Hansen        | USA  | 6.30,96 |
| 14     | Øystein Grødum      | NOR  | 6.31,22 |
| 15     | Henrik Christiansen | NOR  | 6.31,68 |
| 16     | Robert Lehmann      | GER  | 6.31,92 |
| 17     | Bart Swings         | BEL  | 6.32,49 |
| 18     | Haralds Silovs      | LAT  | 6.32,95 |
| 19     | Roger Schneider     | SUI  | 6.36,83 |
| 20     | Sławomir Chmura     | POL  | 6.37,28 |
| 21     | Lucas Makowsky      | CAN  | 6.37,57 |
| 22     | Luca Stefani        | ITA  | 6.39,52 |
| 23     | Alexej Baumgärtner  | GER  | 6.41,91 |
| —      | Jan Blokhuijsen     | NED  | DQ      |

### Loting
| Rit | Binnenbaan      | Buitenbaan          |
| --- | --------------- | ------------------- |
| 1   | Bart Swings     | Alexej Baumgärtner  |
| 2   | Haralds Silovs  | Roger Schneider     |
| 3   | Sławomir Chmura | Robert Lehmann      |
| 4   | Joshua Lose     | Luca Stefani        |
| 5   | Brian Hansen    | Henrik Christiansen |
| 6   | Lucas Makowsky  | Shane Dobbin        |
| 7   | Patrick Beckert | Øystein Grødum      |
| 8   | Jan Szymański   | Dmitri Babenko      |
| 9   | Jan Blokhuijsen | Lee Seung-hoon      |
| 10  | Alexis Contin   | Wouter Olde Heuvel  |
| 11  | Håvard Bøkko    | Jonathan Kuck       |
| 12  | Bob de Jong     | Ivan Skobrev        |

1996 · 
1997 · 
1998 · 
1999 · 
2000 · 
2001 · 
2003 · 
2004 · 
2005 · 
2007 · 
2008 · 
2009 · 
2011 · 
2012 · 
2013 · 
2015 · 
2016 · 
2017 · 
2019 ·
2020 ·
2021 ·
2023 ·
2024 ·
2025